# Estación de Wotton
La Estación de Wotton, situada en Buckinghamshire, Inglaterra, fue una pequeña estación construida por el duque de Buckingham en 1871. Parte de un tranvía de tracción animal diseñado para transportar las cargas desde y alrededor de sus tierras en Buckinghamshire, la estación de Wotton estaba destinada a dar servicio a la casa del duque en Wotton House y al pueblo cercano de Wotton Underwood. En 1872, la línea se extendió hasta el pueblo cercano de Brill, se adaptó para el uso de pasajeros, se equipó con locomotoras de vapor y el servicio fue rebautizado como «Tranvía de Brill». En la década de 1880, se propuso extender la línea a Oxford, pero la operación de la línea fue asumida por el Ferrocarril Metropolitano de Londres.
Aunque situada en una zona despoblada, la estación de Wotton fue relativamente bien utilizada. En 1906, se inauguró el ferrocarril Great Western and Great Central Joint Railway, que cruza el Tranvía de Brill en Wotton. Aunque las líneas no estaban conectadas, se construyó una estación (también llamada así) en la nueva línea muy cerca de la estación Wotton existente; las dos estaciones compartían el mismo personal a cargo de ellas.
En 1933, el Ferrocarril Metropolitano, que arrendó la línea, pasó a ser propiedad pública y se convirtió en la Línea Metropolitana de Transporte de Londres. A pesar de ser una pequeña estación rural de 49 millas (78,9 km) en tren desde el Square Mile, Wotton se convirtió en una estación del metro de Londres. Frank Pick, el director ejecutivo de la Junta de Transporte de Pasajeros de Londres, tenía como objetivo abandonar las operaciones de carga en la red subterránea de Londres y no vio forma en que las partes más distantes del antiguo Ferrocarril Metropolitano pudieran convertirse en rutas de pasajeros viables. Como resultado, todos los servicios de pasajeros al norte de Aylesbury se retiraron entre 1935 y 1936; los últimos trenes del Brill Tramway corrieron el 30 de noviembre de 1935. Luego, la línea volvió a los descendientes del duque de Buckingham, pero al no tener fondos, no pudieron operarla. El 2 de abril de 1936, toda la infraestructura de la línea, incluida la estación de Wotton, se vendió como chatarra en una subasta. A excepción de un pequeño edificio que una vez albergó la fragua del Brill Tramway, todos los edificios de la estación en Wotton han sido demolidos.

## Tranvía de Wotton

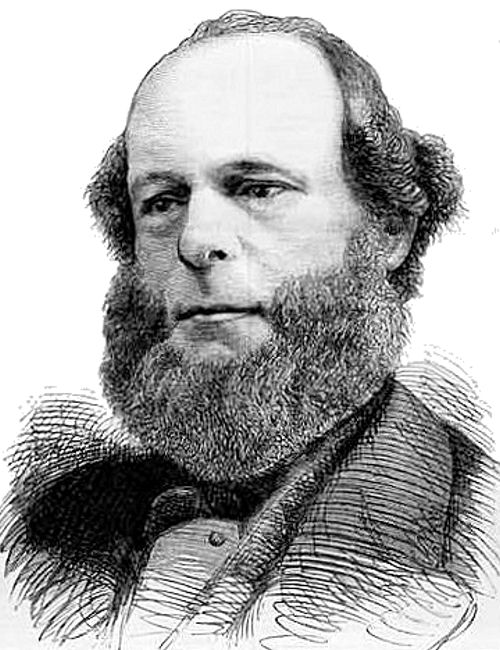
El duque de Buckingham, fundador del Tranvía de Brill

El 23 de septiembre de 1868, se inauguró el pequeño tren del Ferrocarril de Aylesbury y Buckingham (A&BR en siglas), que une la estación del Great Western Railway en Aylesbury con la línea de Oxford a Bletchley del Ferrocarril de Londres y del Noroeste en Verney Junction. El 1 de septiembre de 1894, el Ferrocarril Metropolitano (también conocido como Met) de Londres llegó a Aylesbury, y poco después se conectó a la línea del A&BR, con servicios locales del Met hasta Verney Junction desde el 1 de abril de 1894. Por medio de trenes desde la terminal de Londres de MR en Baker Street, comenzó el 1 de enero de 1897.
Richard Plantagenet Campbell Temple-Nugent-Brydges-Chandos-Grenville, tercer duque de Buckingham y Chandos, había estado interesado durante mucho tiempo en los ferrocarriles y se había desempeñado como presidente del London and North Western Railway desde 1852 hasta 1861. A principios de la década de 1870, decidió construir un tren ligero para transportar mercancías desde sus propiedades en Buckinghamshire hasta la línea A&BR en Quainton Road. Como la línea propuesta iba a funcionar en terrenos propiedad del duque y de Winwood Charity Trust, quienes dieron su consentimiento para su construcción, la línea no necesitaba la aprobación parlamentaria y la construcción podía comenzar de inmediato.
La primera etapa de la ruta, conocida como Wotton Tramway, fue de 4 millas (6,4 km) línea desde Quainton Road a través de Wotton hasta un apartadero de carbón en Kingswood, inaugurada el 1 de abril de 1871. Destinada solo para tranvías de tracción de caballos, la línea se construyó con vías longitudinalmente apoyadas, para reducir el riesgo de que los caballos tropiecen entre sí.

### Extensión a Brill y conversión para uso de pasajeros
Los residentes de la cercana ciudad de Brill presionaron al duque para que introdujera servicios de pasajeros en la línea. Esto condujo a una mejora y extensión de la línea desde Wotton, a través de la terminal original del sistema de tranvías en Wood Siding, hasta una nueva terminal al pie de Brill Hill, al norte de la propia ciudad de Brill, en la cima de una colina. La nueva estación de tren de Brill se inauguró en marzo de 1872. Además de los trenes de carga que circulaban cuando era necesario, dos trenes mixtos por día circulaban en cada dirección. El duque compró dos motores de tracción de Aveling y Porter modificados para funcionar como locomotoras, cada uno con una velocidad máxima de 8 millas por hora (12,9 km/h), aunque un límite de velocidad de 5 millas por hora (8 km/h) fue aplicado. Con la extensión a Brill abierta, la línea comenzó a ser referida como Brill Tramway.
En 1889, el duque de Buckingham falleció, y en 1894 los fideicomisarios de su patrimonio establecieron Oxford & Aylesbury Tramroad Company (O&ATC) con la intención de extender la línea de Brill a Oxford, pero el alcance de esta más allá de Brill nunca se construyó. Los servicios ferroviarios de Londres a Oxford eran muy deficientes en ese momento; a pesar de ser una ruta extremadamente indirecta, si se hubiera construido la conexión de Quainton Road a Oxford, habría sido la ruta más corta entre Oxford y la ciudad de Londres.

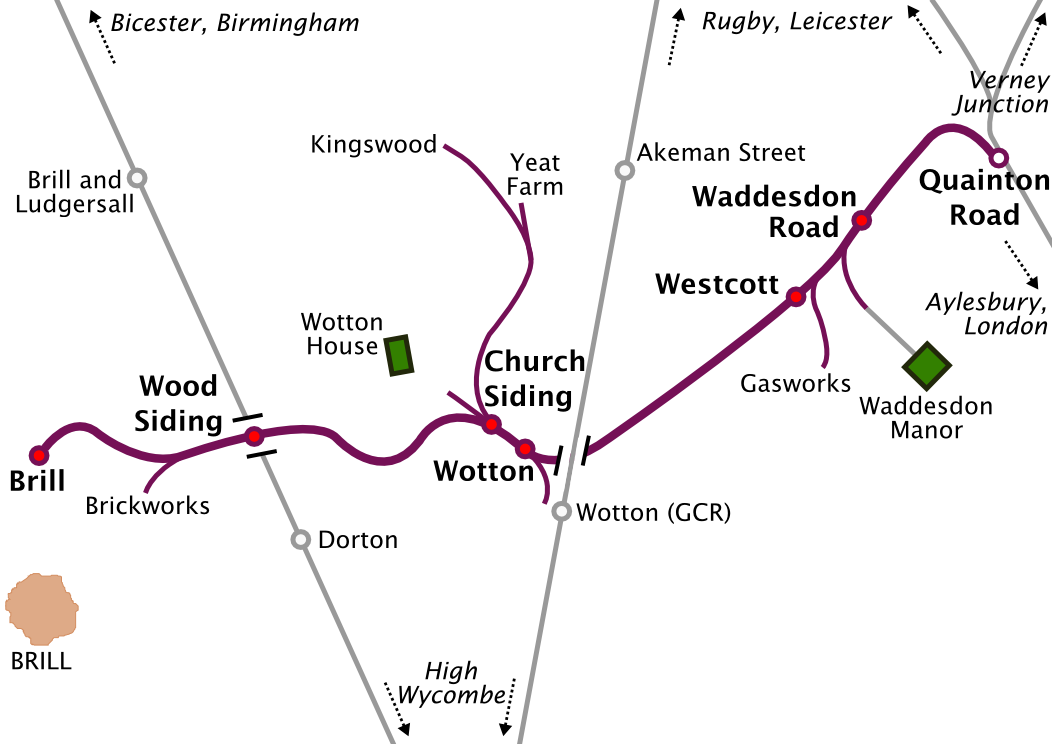
La extensión total del sistema Brill Tramway. La Ruta Alternativa cruza (pero sin unirse) al Brill Tramway en Wotton. No todas las líneas y estaciones que se muestran en este diagrama estaban abiertas al mismo tiempo.

El Ferrocarril Metropolitano arrendó el Brill Tramway el 1 de diciembre de 1899, ya partir de entonces la MR (la línea Metropolitana del Metro de Londres desde julio de 1933) operó todos los servicios de la línea, aunque la línea siguió siendo propiedad de O&ATC. A lo largo de la operación de Brill Tramway, la vía y las estaciones permanecieron en propiedad de Oxford & Aylesbury Tramroad Company; el MR tenía una opción para comprar la línea directamente, pero nunca se tomó.

## Estructuras y revestimientos
La estación de Wotton estaba situada en campo abierto, aproximadamente a una milla (1,6 km) del asentamiento más cercano de Wotton Underwood, que en 1871 tenía una población de alrededor de 220. Aproximadamente a mitad de camino entre el término de la línea en Brill y el cruce con la línea principal en Quainton Road, la estación marcó el oficial punto medio de la línea con fines operativos. Cuando había más de una locomotora en funcionamiento en la línea, el Tranvía operaba un sistema de señalización con fichas utilizando bastones codificados por colores; los conductores en el tramo entre Quainton Road y Wotton estaban obligados a llevar un bastón azul; aquellos entre Wotton y Brill (y el revestimiento de Kingswood) uno de rojo. La estación estaba situada en una curva pronunciada; si se hubiera construido la extensión a Oxford, la estación habría tenido que haber sido reubicada para acomodar trenes más largos y rápidos.
La estación original era un banco de tierra cruda de 6 pulgadas (15,2 cm) alto, sostenido por tablones de madera, pero luego fue reconstruido. La estación estaba equipada con una plataforma de nivel corto. Los principales usuarios de las instalaciones de bienes parecen haber sido las granjas lecheras locales; en la década de 1880, antes de la transferencia a la operación del Ferrocarril Metropolitano, la estación de Wotton manejaba de 45.000 a 60.000 galones de leche. El edificio de la estación de pasajeros en sí era una cabaña de madera con techo de hierro, de 24 pies (7,3 m) largo por 10 pies 9 pulgadas (3,3 m) ancho, incluyendo una sala de espera, una oficina de reservas y servicios higiénicos masculinos y femeninos. Hasta principios del siglo XX, se requería que el portero de la estación mantuviera hirviendo una tetera de tres galones para calentar los pies, en caso de que los pasajeros los necesitaran. Se construyeron un par de pequeñas cabañas cerca de la estación para hospedar a los empleados de Tramway.
Un pequeño desvío en el ferrocarril inmediatamente al oeste de la estación conducía originalmente a un establo, que albergaba a los caballos del tranvía. Después de la mecanización de la línea en 1872, se cerraron los establos, y el apartadero sirvió como un pequeño corral de ganado.

### Ferrocarril conjunto Great Western y Great Central
El 2 de abril de 1906, el Great Western and Great Central Joint Railway, comúnmente conocido como la Ruta Alternativa, se abrió a los pasajeros. La nueva línea unía a Ashendon Junction en la Chiltern Main Line con el Great Central Railway en Grendon Underwood, a poca distancia al noroeste de Quainton Road. La ruta alternativa cruzó el tranvía Brill en un puente en Wotton, y se construyó otra estación, también llamada "Wotton", en el terraplén inmediatamente al sur de la estación Wotton existente. Aunque las líneas no se conectaron, se construyó un apartadero temporal desde Brill Tramway hasta el nuevo terraplén y se utilizó para el transporte de materiales de construcción y la eliminación de escombros de las obras durante la construcción de la nueva línea. Las dos estaciones de Wotton estaban muy juntas y el mismo jefe de estación era responsable de ambas estaciones.

## Servicios de pasajeros

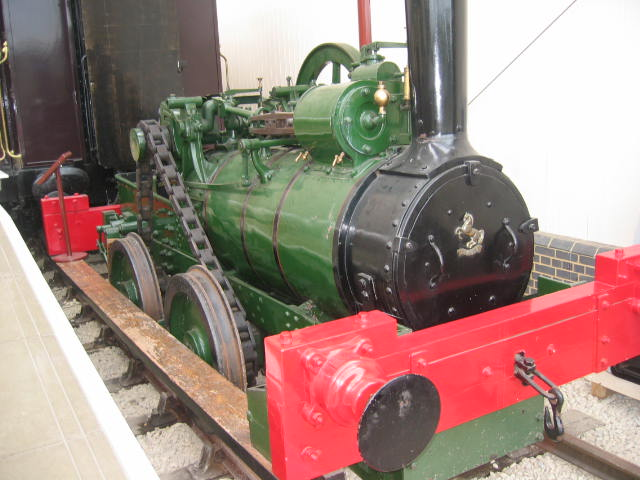
Una de las locomotoras Aveling and Porter originales del año 1871 utilizadas en Brill Tramway antes de que Metropolitan Railway se hiciera cargo de las operaciones.

De 1872 a 1894, la estación contó con dos trenes de pasajeros por día en cada dirección, y de 1895 a 1899 el número se incrementó a tres por día. Después de la transferencia de servicios de 1899 al Ferrocarril Metropolitano, la estación fue servida por cuatro trenes por día hasta el cierre en 1935. Limitada por locomotoras de mala calidad y vías sin nivelar y baratas que seguían los contornos de las colinas. y al detenerse en tres estaciones intermedias entre Wood Siding y Quainton Road para recoger y dejar mercancías, pasajeros y ganado, los trenes circulaban muy lentamente; en 1887, los trenes tardaban entre 35 y 45 minutos en viajar de Wotton a Brill, y alrededor de una hora desde Wotton hasta una intersección de vías con la línea principal en Quainton Road.
Las mejoras en la línea realizadas en el momento de la transferencia a Oxford & Aylesbury Tramroad y el uso del material rodante de mejor calidad de MR redujeron el tiempo de viaje de Wotton a Brill y Quainton Road a alrededor de 10 minutos y 25 minutos respectivamente. Sirviendo a un área poco poblada, la estación de tren de Wotton tuvo un uso reducido, aunque fue la estación más utilizada en la línea además de Brill y la estación de cruce en Quainton Road; en 1932, la estación registró 2.648 viajes de pasajeros que ganaron un total de 144 euros (alrededor de 10,200 en la actualidad) en recibos de las entradas a los trenes.

## Cancelación de servicios
El 1 de julio de 1933, el Ferrocarril Metropolitano, junto con los otros ferrocarriles subterráneos de Londres, aparte del breve Waterloo & City Railway, pasó a ser propiedad pública como parte de la recién formada Junta de Transporte de Pasajeros de Londres (LPTB, por sus siglas en inglés). Por lo tanto, a pesar de ser 45 millas (72,4 km) y más de dos horas de viaje desde la ciudad de Londres, Wotton se convirtió formalmente en una estación del metro de Londres aunque, al igual que otras estaciones de la línea metropolitana al norte de Aylesbury, nunca se mostró en el mapa del metro de la ciudad. Frank Pick, director gerente de Underground Group desde 1928 y director ejecutivo de LPTB, tenía como objetivo alejar la red de los servicios de carga y vio que las líneas más allá de Aylesbury a través de Quainton Road a Brill y Verney Junction tenían poco futuro como rutas de pasajeros financieramente viables, concluyendo que se ahorrarían más de 2000 euros (alrededor de 140.000 en 2022) cerrando Brill Tramway.

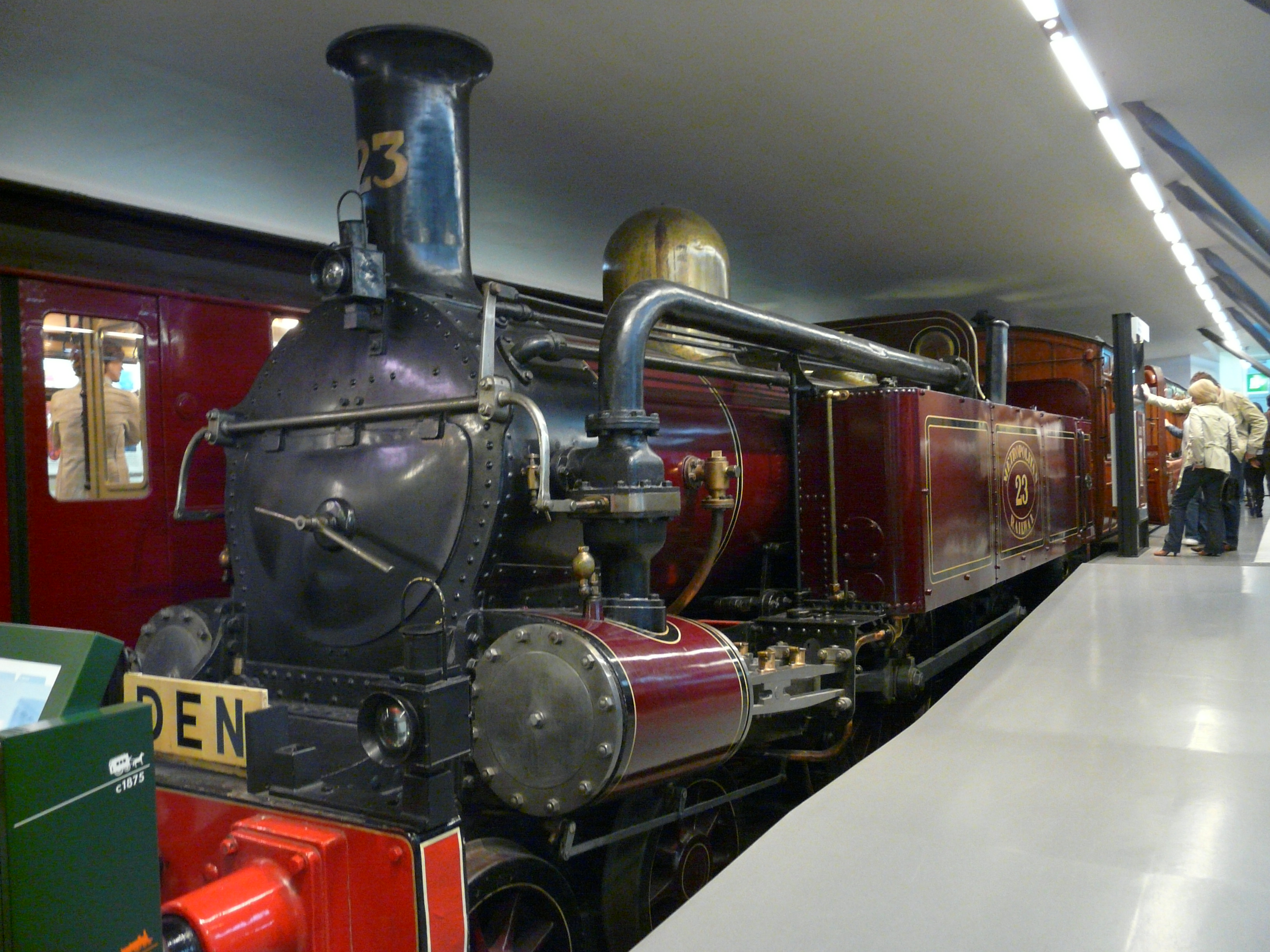
Una de las dos locomotoras de clase A de Metropolitan Railway utilizadas en Brill Tramway en el momento de su cierre.

Con Pick queriendo abandonar los servicios de carga y sin ver futuro para los extremos del antiguo Ferrocarril Metropolitano como rutas de pasajeros, la LPTB decidió abandonar todos los servicios de pasajeros más allá de Aylesbury. Todos los servicios en Brill Tramway se retiraron oficialmente el 1 de diciembre de 1935, con los últimos trenes funcionando el 30 de noviembre. Si bien los servicios se retiraron por completo del Brill Tramway, la LPTB consideró que el ramal de Verney Junction tenía un uso como línea de carga y como ruta de desvío, y continuó manteniendo la línea y operando servicios de carga hasta el 6 de septiembre de 1947.

## Clausura
Tras la retirada de los servicios de transporte de Londres, se anuló el contrato de arrendamiento del Ferrocarril Metropolitano y el ferrocarril y las estaciones volvieron al control de Oxford & Aylesbury Tramroad Company. Sin fondos ni material rodante propio, O&ATC no pudo operar la línea, y el 2 de abril de 1936 se vendió en subasta toda la infraestructura de la línea. El edificio de la estación de Wotton se vendió por 5,10 euros (alrededor de 380 en la actualidad), la plataforma por £2,5 chelines ingleses (unas 160 libras esterlinas hoy en día), y el corral de ganado por 11 chelines (unas 40 libras esterlinas actualmente).
La estación de Wotton en la Ruta Alternativa, que había pasado de la propiedad del Great Central Railway al London and North Eastern Railway, permaneció abierta (aunque poco utilizada y servida por solo dos trenes por día en cada dirección) hasta el 7 de diciembre de 1953, cuando la línea fue abandonada. Todos los edificios de la estación Brill Tramway en Wotton fueron posteriormente demolidos, excepto un pequeño edificio que una vez albergó la fragua del Tramway, el cual quedó abandonado. El puente, que anteriormente había llevado a la Ruta Alternativa, fue demolido en 1970, y la antigua Gran Estación Central de Ferrocarril en la Ruta Alternativa se convirtió en una residencia privada.